# 천마산 (부산)
천마산(天馬山)은 부산광역시 서구 암남동과 남부민동의 경계에 솟아 있는 산이다.

## 천마산 조각공원
해발 324m의 천마산 정상 일대에 조성된 조각 공원이다. 암남동에 있는 공원으로 시민들에게 휴식 공간을 제공하고 조각 작품을 전시하고자 2000년 5월부터 2004년 3월까지 조성되었다. 2002년까지 1차로 기존 체육 시설 주변으로 조각 공원을 조성하여 작품 공모전 입상 작품 20점을 설치하였다. 2003년에는 전국 10개 대학 교수들이 추천한 초대 작가 작품 25점이 추가 배치되었으며, 이와 함께 공원 입구 정비, 산책로 정비, 철쭉꽃 심기 등의 사업을 완료하고 2004년 공원 조성을 마무리하고, 개장하여 현재까지 운영하고 있다.
'천마산'이라는 지명은 목마장이 있었던 것에서 유래되었으며, 예부터 이곳이 하늘에서 내려온 말이 서식할 정도로 천혜의 자연 조건을 지닌 산이라는 전설이 전해지고 있다. 천마산은 조선시대에 석성산(石城山)으로 불렸다.
면적은 약 1만 6000m2이고, 하늘에서 말이 내려왔다는 전설의 천마바위와 44점의 조각 예술 작품이 전시되어 있다. 공원 주변에는 각종 체육 시설과 산책로, 전망대, 쉼터 등의 편의 시설이 있어 학생들의 현장 학습 체험 문화 공간으로도 각광받고 있다.
주변에는 부산공동어시장, 자갈치시장 등이 있다.

## 천마산 등산로
암남동 천마산에 있는 숲길로 녹색 성장 및 일자리 창출 작업인 희망 근로 프로젝트의 하나인 부산 갈맷길 사업의 일환으로 2009년 조성되었다.

## 천마산 전망대
남부민동에 있는 전망대로, 2023년에 조성될 복합전망대보다는 낮다.

## 관광모노레일과 복합전망대
천마산 관광 모노레일 사업이 10월 31일부터 시작되었다. 이 사업은 오는 2023년 하반기까지 부산항은 물론 국경 건너 일본의 쓰시마섬까지 조망할 수 있는 천마산에 복합전망대와 이곳으로 가는 부산 최초의 관광 모노레일(왕복 약 3㎞)을 설치하는 것이다.
관광 모노레일은 서구 아미동 아미배수지 인근에서 천마산 능선을 따라 천마바위(약 1.5㎞)까지 냉난방시설을 갖춘 8인승 캐빈 12대가 운행된다. 천마산의 해발 260m 높이에는 상징조형물과 전망대, 생태학습관, 식당·커피숍 같은 편의시설을 갖춘 복합전망대(건축면적 2257㎡, 지하 1층 지상 3층)가 들어선다.
복합전망대에는 구름 위를 산책하는 듯한 짜릿함을 맛볼 수 있는 스카이워크(40m)도 갖춰진다. 이 전망대에선 낮에는 물론 밤에도 부산항 일원을 270도로 조망할 수 있다.
캐빈을 타고 갈 때는 천마산에 설치된 형형색색의 바람개비 동산, 6만 그루 편백숲, 야간 수목 조명 같은 천마산 풍경을 감상할 수 있다. 관광 모노레일 건설을 계기로 천마산 조각공원에 새로 잔디광장을 조성해 사계절 공연·전시 등을 열예정이다.
이 사업에는 사업비 230억원이 투입되었다.